# Kit Eichler

Kit Eichler (født 24. maj 1953) er en dansk skuespillerinde.
Hun er uddannet på Odense Teater i 1979, på hvilket teater hun siden da har medvirket i en række forestillinger, af hvilke kan nævnes Trold tæmmes, En skærsommernatsdrøm, Cabaret, West Side Story, Samfundets støtter og Helligtrekongers aften.
Hun har også været tilknyttet Det Danske Teater, Det kongelige Teater og Nørrebros Teater, med roller i forestillinger såsom Laser og pjalter, Sparekassen, Der var engang og Harry og kammertjeneren.
Hun er også kendt for at have deltaget i en række revyforestillinger, både i Cirkusrevyen, Hjørring Revyen og Sønderborg Revyen.
I tv har hun medvirket i Bryggeren og i julekalenderen Gufol mysteriet.
Hun har sjældent kunnet opleves på film, men har dog haft roller i Mord i mørket (1986) og Sort høst (1993), og senest Anders Matthesens film Sorte Kugler (2009)
Hun har også lagt stemme til flere tegnefilmsserier f.eks. Kejserens nye skole.